# لگد درون
«لگد درون» (به انگلیسی: The Kick Inside) آلبومی از هنرمند اهل بریتانیا کیت بوش است که در سال ۱۹۷۸ میلادی منتشر شد.